# Narciarstwo dowolne na Zimowej Uniwersjadzie 2013 – skicross mężczyzn
Konkurencja skicrossu mężczyzn została rozegrana na Zimowej Uniwersjadzie 2013 15 grudnia, w miejscowości Monte Bondone. Startowało 28 zawodników, którzy kolejno rozegrali kwalifikacje, biegi 1/8 finału, ćwierćfinały, półfinały oraz finały B i A. Ostatecznym triumfatorem okazał się jedyny reprezentant Polski Mateusz Habrat.

## Wyniki

### Kwalifikacje
| Pozycja | Zawodnik              | Czas  | Uwagi |
| ------- | --------------------- | ----- | ----- |
| 1.      | Igor Omielin          | 45,81 | Q     |
| 2.      | Kiriłł Mierienkow     | 45,98 | Q     |
| 3.      | Mateusz Habrat        | 46,19 | Q     |
| 4.      | Jiří Čech             | 46,25 | Q     |
| 5.      | Borja Gregorio        | 46,29 | Q     |
| 6.      | Christoph Stolz       | 46,37 | Q     |
| 7.      | Michaił Pudowkin      | 46,65 | Q     |
| 8.      | Artiom Kostienko      | 46,71 | Q     |
| 9.      | Takahiro Ishizuka     | 46,74 | Q     |
| 10.     | Nicola Giorgi         | 46,85 | Q     |
| 11.     | Matteo Murer          | 47,05 | Q     |
| 12.     | Trent McCarthy        | 47,06 | Q     |
| 13.     | Siarhiej Mazaleuski   | 47,07 | Q     |
| 14.     | Theo Cheli            | 47,17 | Q     |
| 15.     | Lucas Peherstorfer    | 47,36 | Q     |
| 16.     | Romain Détraz         | 47,40 | Q     |
| 17.     | Stefan Janssens       | 47,46 | Q     |
| 18.     | Ałon Mułłajew         | 47,65 | Q     |
| 19.     | Aleksandr Nakonieczny | 47,66 | Q     |
| 20.     | Witalij Kuczin        | 47,90 | Q     |
| 21.     | Matt Brady            | 48,22 | Q     |
| 22.     | Andrea Conci          | 48,61 | Q     |
| 23.     | Grayson Tamberi       | 50,68 | Q     |
| 24.     | Andre Landau          | 50,77 | Q     |
| 25.     | Patrick Vandevelde    | 50,87 | Q     |
| 26.     | Benjamin Hitchcock    | 51,59 | Q     |
| 27.     | Peter Solar           | 54,57 | Q     |
| 28.     | Jeremy Brown          | 54,73 | Q     |
|         | Timo Müller           | DNS   |       |

### 1/8 finału
| Pozycja | Zawodnik        | Uwagi |
| ------- | --------------- | ----- |
| 1.      | Igor Omielin    | Q     |
| 2.      | Romain Détraz   | Q     |
| 3.      | Stefan Janssens |       |

| Pozycja | Zawodnik           | Uwagi |
| ------- | ------------------ | ----- |
| 1.      | Artiom Kostienko   | Q     |
| 2.      | Andre Landau       | Q     |
| 3.      | Takahiro Ishizuka  |       |
| 4.      | Patrick Vandevelde |       |

| Pozycja | Zawodnik       | Uwagi |
| ------- | -------------- | ----- |
| 1.      | Borja Gregorio | Q     |
| 2.      | Matt Brady     | Q     |
| 3.      | Trent McCarthy |       |
| 4.      | Jeremy Brown   |       |

| Pozycja | Zawodnik            | Uwagi |
| ------- | ------------------- | ----- |
| 1.      | Jiří Čech           | Q     |
| 2.      | Witalij Kuczin      | Q     |
| 3.      | Siarhiej Mazaleuski |       |

| Pozycja | Zawodnik              | Uwagi |
| ------- | --------------------- | ----- |
| 1.      | Mateusz Habrat        | Q     |
| 2.      | Aleksandr Nakonieczny | Q     |
| 3.      | Theo Cheli            |       |

| Pozycja | Zawodnik        | Uwagi |
| ------- | --------------- | ----- |
| 1.      | Christoph Stolz | Q     |
| 2.      | Matteo Murer    | Q     |
| 3.      | Andrea Conci    |       |
| 4.      | Peter Solar     |       |

| Pozycja | Zawodnik           | Uwagi |
| ------- | ------------------ | ----- |
| 1.      | Michaił Pudowkin   | Q     |
| 2.      | Nicola Giorgi      | Q     |
| 3.      | Grayson Tamberi    |       |
| 4.      | Benjamin Hitchcock |       |

| Pozycja | Zawodnik           | Uwagi |
| ------- | ------------------ | ----- |
| 1.      | Kiriłł Mierienkow  | Q     |
| 2.      | Ałon Mułłajew      | Q     |
| 3.      | Lucas Peherstorfer |       |

### 1/4 finału
| Pozycja | Zawodnik         | Uwagi |
| ------- | ---------------- | ----- |
| 1.      | Igor Omielin     | Q     |
| 2.      | Romain Détraz    | Q     |
| 3.      | Artiom Kostienko |       |
| 4.      | Andre Landau     |       |

| Pozycja | Zawodnik       | Uwagi |
| ------- | -------------- | ----- |
| 1.      | Jiří Čech      | Q     |
| 2.      | Matt Brady     | Q     |
| 3.      | Witalij Kuczin |       |
| 4.      | Borja Gregorio |       |

| Pozycja | Zawodnik              | Uwagi |
| ------- | --------------------- | ----- |
| 1.      | Mateusz Habrat        | Q     |
| 2.      | Christoph Stolz       | Q     |
| 3.      | Matteo Murer          |       |
| 4.      | Aleksandr Nakonieczny |       |

| Pozycja | Zawodnik          | Uwagi |
| ------- | ----------------- | ----- |
| 1.      | Michaił Pudowkin  | Q     |
| 2.      | Ałon Mułłajew     | Q     |
| 3.      | Kiriłł Mierienkow |       |
| 4.      | Nicola Giorgi     |       |

### Półfinały
| Pozycja | Zawodnik      | Uwagi |
| ------- | ------------- | ----- |
| 1.      | Igor Omielin  | Q     |
| 2.      | Jiří Čech     | Q     |
| 3.      | Matt Brady    |       |
| 4.      | Romain Détraz |       |

| Pozycja | Zawodnik         | Uwagi |
| ------- | ---------------- | ----- |
| 1.      | Mateusz Habrat   | Q     |
| 2.      | Christoph Stolz  | Q     |
| 3.      | Michaił Pudowkin |       |
| 4.      | Ałon Mułłajew    |       |

### Finały
Mały Finał
| Pozycja | Zawodnik         |
| ------- | ---------------- |
| 5.      | Michaił Pudowkin |
| 6.      | Romain Détraz    |
| 7.      | Matt Brady       |
| 8.      | Ałon Mułłajew    |

Finał
| Pozycja | Zawodnik        |
| ------- | --------------- |
| złoto   | Mateusz Habrat  |
| srebro  | Igor Omielin    |
| brąz    | Jiří Čech       |
| 4.      | Christoph Stolz |